# Verneuil-en-Bourbonnais
Verneuil-en-Bourbonnais ist eine französische Gemeinde mit 237 Einwohnern (Stand: 1. Januar 2022) im Département Allier in der Region Auvergne-Rhône-Alpes (vor 2016 Auvergne). Sie gehört zum Arrondissement Vichy und ist Mitglied im Gemeindeverband Communauté de communes Saint-Pourçain Sioule Limagne. Die Bewohner werden Verneuillois und Verneuilloises genannt.
Die Gemeinde erhielt 2024 die Auszeichnung „Drei Blumen“, die vom Conseil national des villes et villages fleuris (CNVVF) im Rahmen des jährlichen Wettbewerbs der blumengeschmückten Städte und Dörfer verliehen wird.

## Geografie
Verneuil-en-Bourbonnais liegt im Norden der Auvergne in der historischen Provinz Bourbonnais, etwa 23 Kilometer südsüdwestlich vom Stadtzentrum von Moulins und etwa 28 Kilometer nordnordwestlich von Vichy am Fluss Douzenan. Umgeben wird Verneuil-en-Bourbonnais von den Nachbargemeinden Meillard im Norden, Monétay-sur-Allier im Nordosten, Contigny im Osten, Saulcet im Süden sowie Bransat im Süden und Westen.

## Bevölkerungsentwicklung
| Jahr                       | 1962 | 1968 | 1975 | 1982 | 1990 | 1999 | 2006 | 2011 | 2016 | 2019 |
| -------------------------- | ---- | ---- | ---- | ---- | ---- | ---- | ---- | ---- | ---- | ---- |
| Einwohner                  | 399  | 329  | 290  | 250  | 280  | 283  | 253  | 243  | 250  | 236  |
| Quellen: Cassini und INSEE |      |      |      |      |      |      |      |      |      |      |

## Sehenswürdigkeiten
Siehe auch: Liste der Monuments historiques in Verneuil-en-Bourbonnais
- Kirche Notre-Dame-sur-l’Eau aus dem 10./11. Jahrhundert, seit 1928 Monument historique
- Kirche Saint-Pierre, seit 1910 Monument historique
- Burgruine

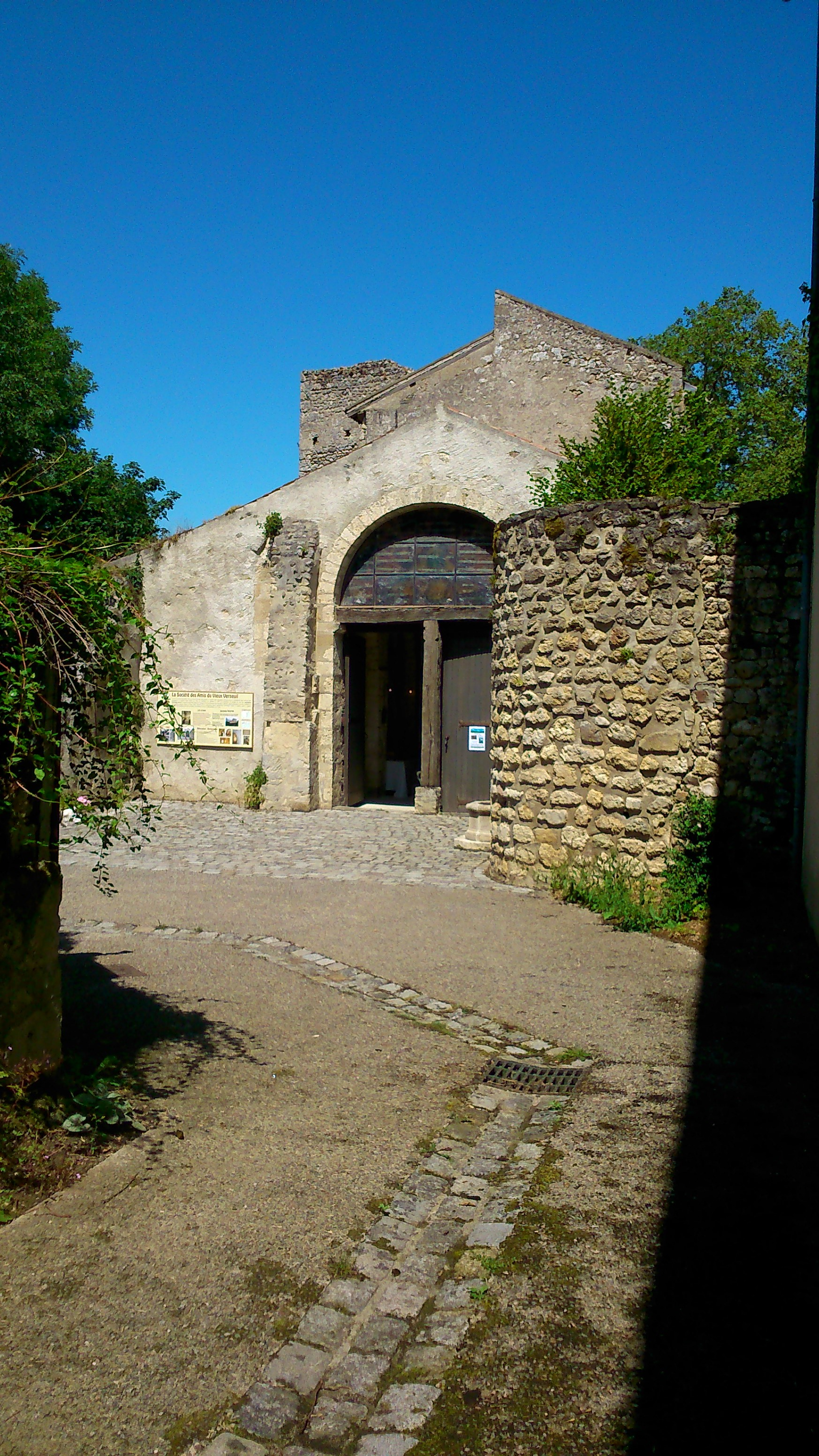
Kirche Notre-Dame-sur-l’Eau
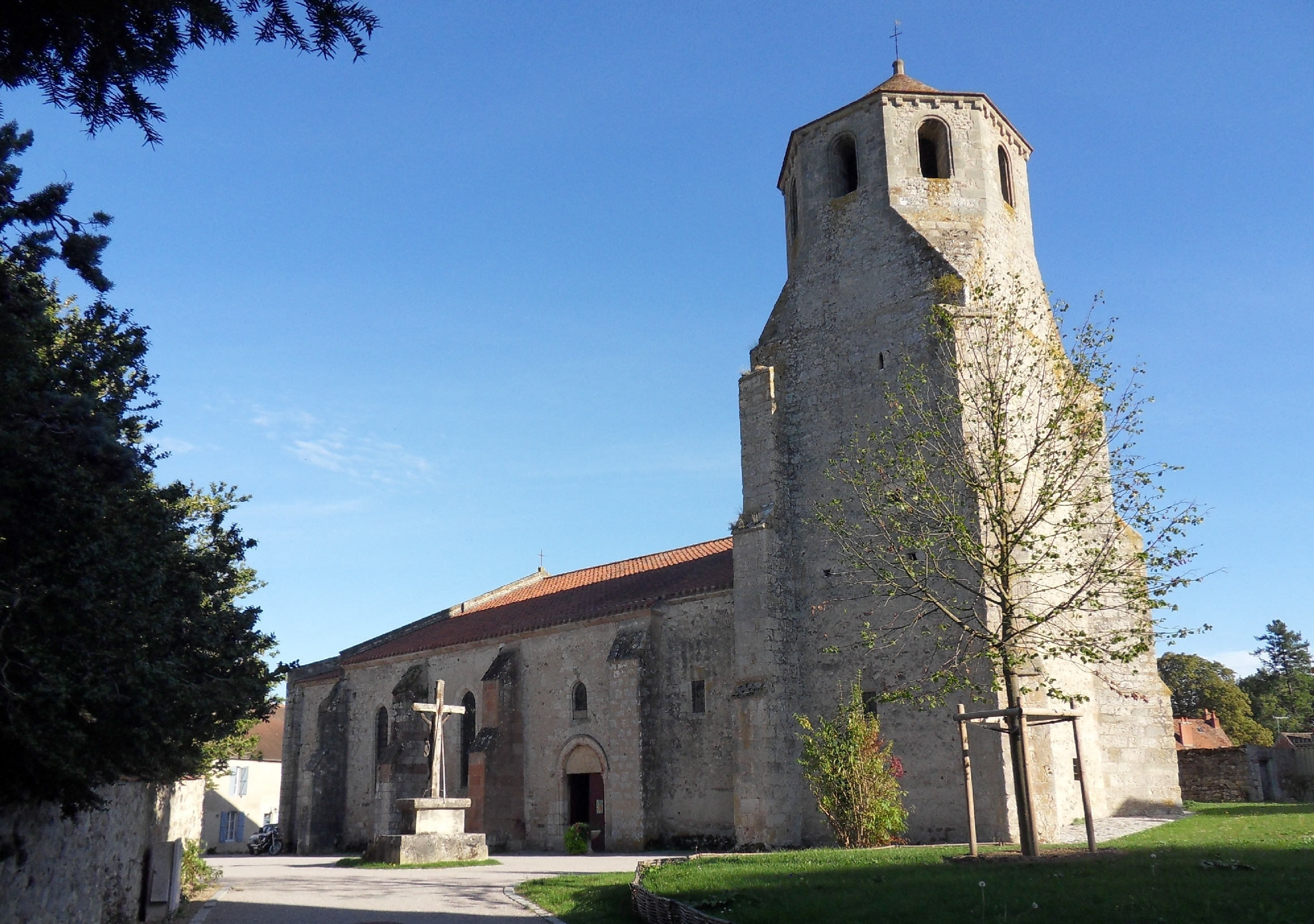
Kirche Saint-Pierre
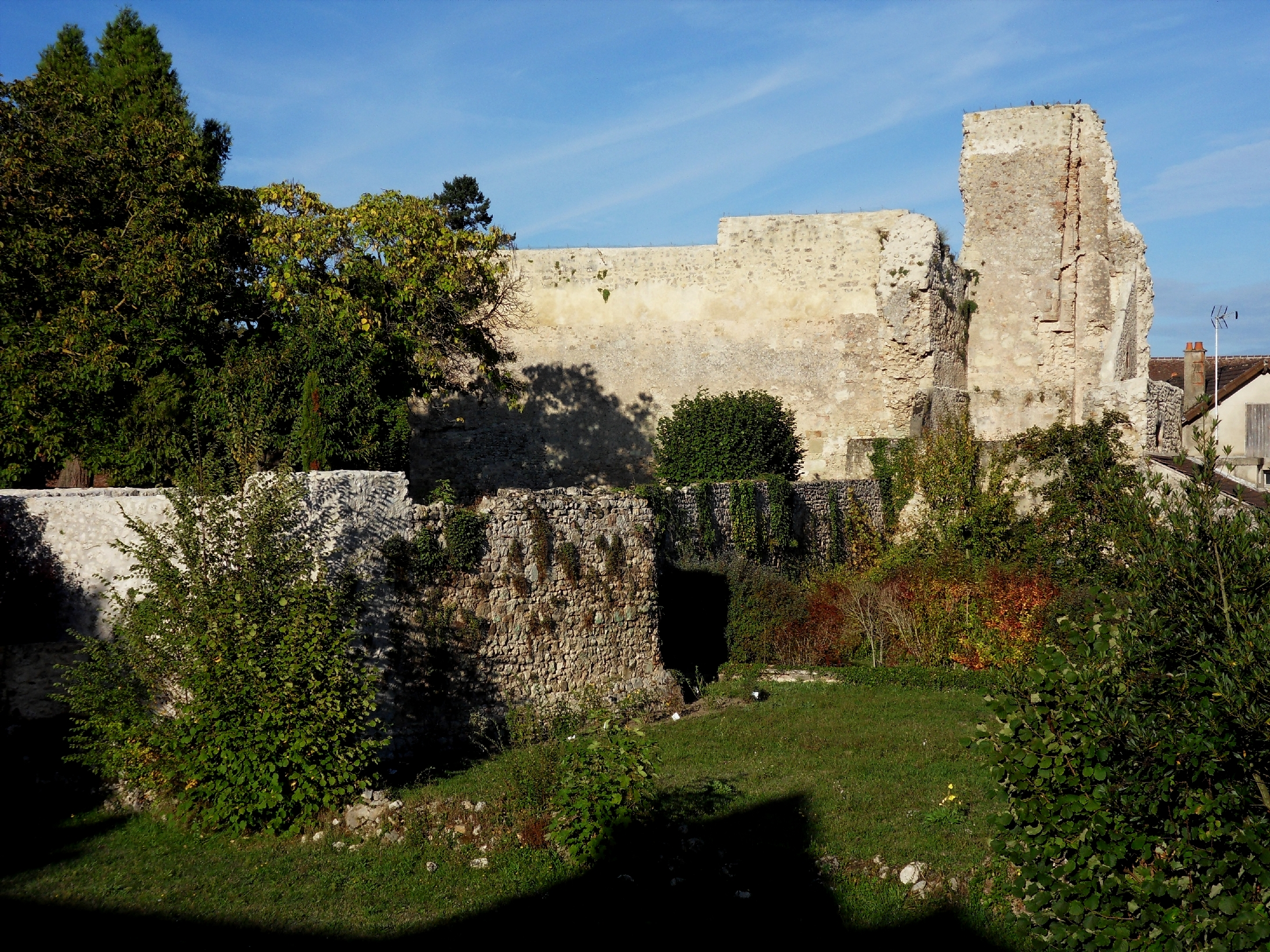
Burgruine